# Бакри, Давид Коэн
Дави́д Ко́эн Бакри́ (1770, Алжир — 4 февраля 1811, там же) — алжирский предприниматель и финансист, глава общины алжирских евреев.

## Биография
Сын Иосифа Коэна Бакри, руководил созданной отцом в 1782 году торговую фирмы «Братья Бакри». В 1797 году женился на племяннице (по другим данным — сестре) влиятельного финансиста и государственного Нафтали Буснаша, после чего переименовал её в «Бакри и Буснаш». Под руководством Давида фирма стала настолько могущественной, что могла противостоять британскому правительству и выкупать захваченные французскими корсарами и алжирскими пиратами корабли стран антифранцузской коалиции и их грузы. Под влиянием Бакри и Буснаша, алжирский дей Мустафа II санкционировал предоставление по запросу французской директории кредита зерном на сумму пять миллионов франков. Позднее выплаты по этому кредиту были возложены на компанию. В 1805 году Буснаш был убит солдатом дворцовой стражи дея и фирма прекратила платежи, что стало началом 30-летных разногласий между Алжиром и Францией, приведшей в конечном итоге к французскому завоеванию Алжира в 1830 году.
10 сентября 1805 года Давид был арестован по обвинению, что фирма осталась должна казне четыре миллиона франков, но его вскоре под давлением европейских правительств освободили с условием уплатить эту сумму. Платежи должны были поступать по частям каждые два месяца, но после осуществления двух первых платежей остановились и Давид был снова арестован.
В 1806 году новый дей назначил Бакри руководителем еврейской общины города Алжира. Тогда враг Бакри Давид Дюран, желавший занять этот пост, обвинил того в государственной измене, и он был обезглавлен 4 февраля 1811 года.